# أرماندو فالكاو
أرماندو فالكاو (بالبرتغالية: Armando Falcão‏) هو سياسي برازيلي، ولد في 11 نوفمبر 1919 في البرازيل، وتوفي في 10 فبراير 2010 في نفس البلد. حزبياً، نشط في حزب تحالف التجديد الوطني ‏. وقد انتخب عضو مجلس النواب البرازيلي ‏.